# احمد فخر
احمد فخر صباحی (۱۲ اسفند ۱۳۲۵ – ۱۸ اسفند ۱۳۹۹) معروف به احمد فخر، بازیگر، موسیقی‌دان و مجسمه‌ساز اهل مشهد، ایران بود.

## زندگی‌نامه
وی فارغ‌التحصیل دکترای فلسفه و الهیات از ایتالیا و نیز دانش‌آموختهٔ مدرسهٔ عالی سینما و تلویزیون در ایران بود. احمد فخر به‌عنوان بازیگر تئاتر، نویسنده و کارگردان رادیو در مشهد، موسیقی‌دان و مجسمه‌ساز و نیز بازیگر سینما و تلویزیون فعالیت داشت. شاخص‌ترین هنرنمایی او مربوط به نقش‌های «مهران» و «دکتر مهران» در سریال مزد ترس و سری دوم آن (بازی با مرگ) و نیز فیلم بازی با مرگ به کارگردانی حمید تمجیدی است؛ وی همچنین در فیلم سینمایی یار در خانه به کارگردانی خسرو سینایی و نیز آثاری چون حمزه علی خان، کمند خاطرات و اسب سهراب نقش‌آفرینی کرده‌است. همسر ایشان،  نیره رضوی نیز بازیگر هستند و در سری اول مزد ترس نقش همسر سروان شکیبا را بازی کردند. این هنرمند مشهدی در ۱۸ اسفند ۱۳۹۹ پس از ماه‌ها تحمل بیماری ناشی از عارضه مغزی، درگذشت.